# نقطه (نگارش)

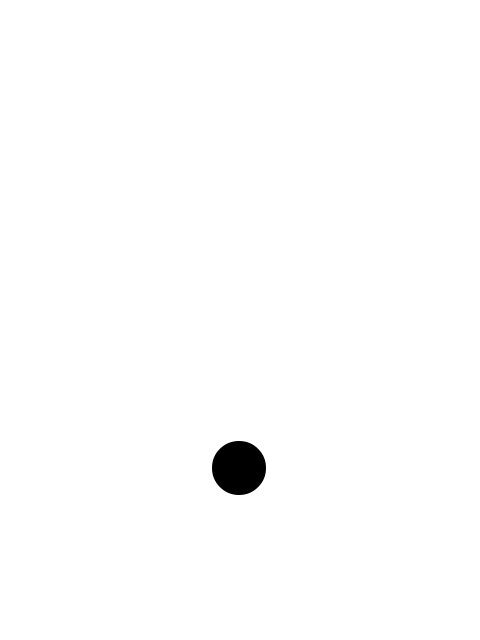
نشانه نقطه

نقطه . یک نشانه از نشانه‌های سجاوندی است که برای موارد زیر به کار می‌رود:
- در پایان جمله‌ها به‌جز پرسشی و تعجبی
- پس از حروف اختصار مثلاً ه‍.ش (هجری شمسی)

نقطه یا دات در موارد مربوط به اینترنت نیز کاربرد دارد؛ مثلاً برای جداکردن دامنه‌های اینترنتی.